# Rubus alexeterius
Rubus alexeterius är en rosväxtart som beskrevs av Wilhelm Olbers Focke. Rubus alexeterius ingår i släktet rubusar, och familjen rosväxter. Utöver nominatformen finns också underarten R. a. acaenocalyx.